# Paddy Moloney
Paddy Moloney, född 1 augusti 1938 i Donnycarney i Dublin, död 11 oktober 2021 i Dublin, var en irländsk kompositör och musiker. Han var ledare för den irländska folkmusikgruppen The Chieftains.
Moloney har varit medlem och ledare i The Chieftains sedan starten 1962. Moloney växte upp i en musikalisk familj. Hans farfar var flöjtist och hans farbror var en av medlemmarna i Ballyfin Pipe Band. Sedan han i sin ungdom hade visat intresse för musik fick han som åttaåring lära sig spela uilleann pipes för Leo Rowsome. Efter sin skolgång fick han anställning som kontorist vid en byggfirma. På fritiden medverkade han i olika musikgrupper samtidigt som han experimenterade med sin egen musikstil. Oftast spelade han i trio eller duett med artister som Seán Potts, Michael Tubridy och Martin Fay. 1963 kontaktade Moloney Dave Fallon inför en inspelning av folkmusik med Moloneys arrangemang av klassiska irländska melodier. Skivan The Chieftains släpptes senare under året och fick bra recensioner i musikpressen. 1968 sade han upp sig från byggfirman för att på heltid arbeta med musik för skivbolaget Claddagh Records. Han var verksam vid bolaget under sju år och producerade för andra artisters räkning drygt 45 skivalbum. 1975 lämnade han skivbolaget för att arbeta med sin egen musik. Han spelade in några soloalbum och medverkade som gästartist på andra musikers grammofonskivor. 1982 deltog han som sologästartist vid Jackson Browne konsert på Hammersmith Odeon i London. Till Stevie Wonders och Paul McCartneys singelhit Ebony and Ivory skrev han och framförde b-sidans låt Rain Clowds.
För sitt arbete med att popularisera den irländska folkmusiken utnämndes han till hedersdoktor i musik vid Trinity College i Dublin 1988.
Utöver arbetet som musikalartist och musikgruppsledare har han varit verksam som kompositör av filmmusik.

## Filmmusik
- 1985 – Ballad of the Irish Horse
- 1990 – Treasure Island
- 1996 – Stolen Hearts
- 1998 – Under solen
- 1999 – Agnes Browne